# Miłocice (województwo pomorskie)
Miłocice (kaszub. Miłocëce, niem. Falkenhagen) – wieś w Polsce położona na Pojezierzu Bytowskim, w województwie pomorskim, w powiecie bytowskim, w gminie Miastko, przy drodze krajowej nr 20 Stargard - Szczecinek - Gdynia. Do roku 1772 przebiegała tędy granica między Pomorzem a Polską.
W latach 1954–1961 wieś należała i była siedzibą władz gromady Miłocice, po jej zniesieniu w gromadzie Miastko. W latach 1975–1998 miejscowość administracyjnie należała do województwa słupskiego.

## Zabytki

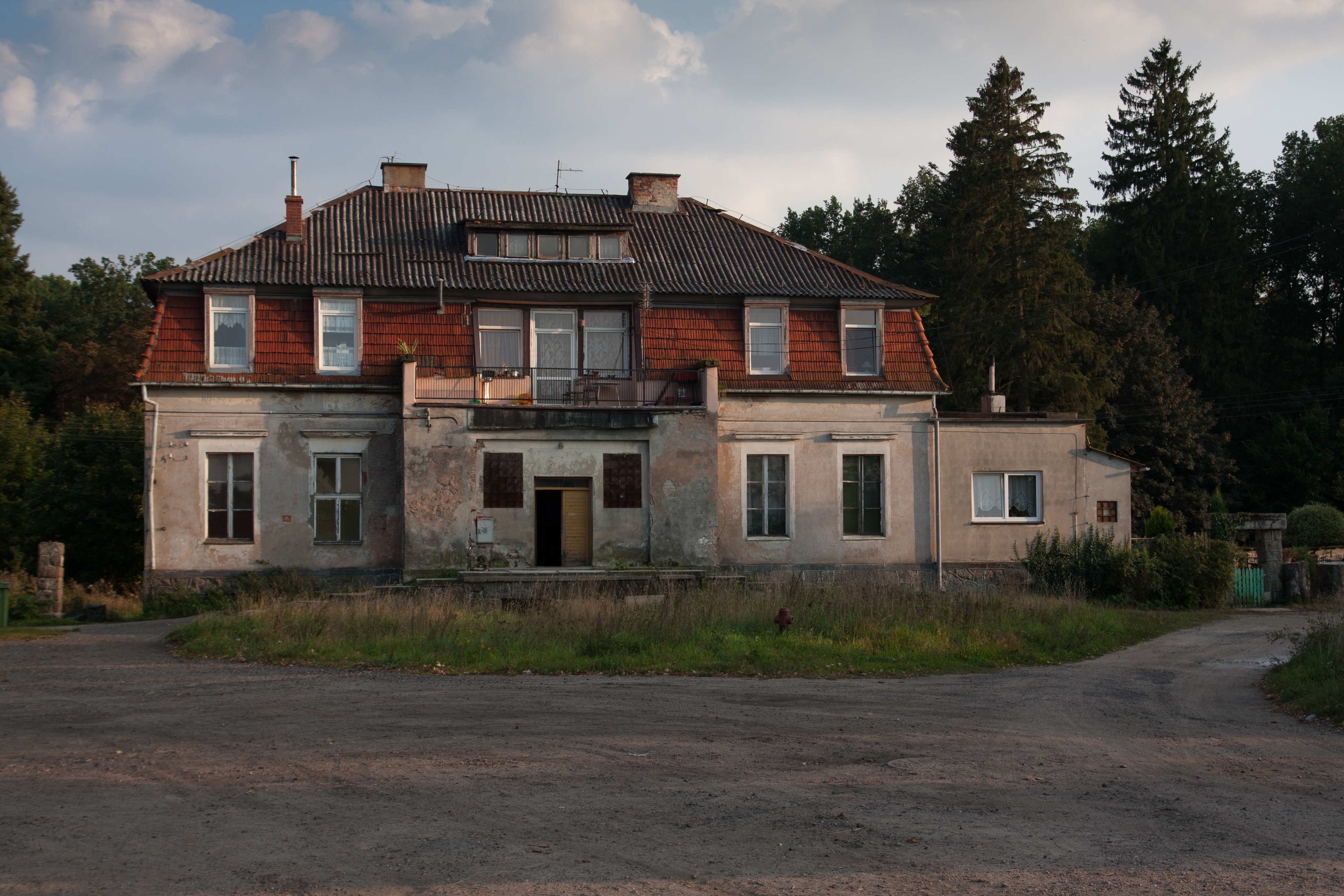
Dwór

Według rejestru zabytków NID na listę zabytków wpisane są:
- kościół filialny pw. św. Michała Archanioła, szachulcowy, z XVIII w., nr rej.: A-263 z 23.03.1960, ryglowy z drewnianą wieżyczką nad fasadą, skromne wyposażenie barokowe, nad wejściem szeroki gzyms[4]
- zespół dworski, nr rej.: A-1811 z 17.09.2007:
  - dwór, 1910-11
  - park, 2 poł. XIX, pocz. XX w.